# El poder
El poder (títol original en anglès, The Power) és una sèrie de televisió dramàtica de ciència-ficció britànica desenvolupada per Raelle Tucker, Naomi Alderman i Sarah Quintrell per a Amazon Prime Video, basada en la novel·la homònima de 2016 d'Alderman. La primera temporada consta de nou episodis i es va estrenar el 31 de març de 2023. S'ha subtitulat al català.

## Repartiment i personatges

### Principal
- Toni Collette com a alcaldessa Margot Cleary-Lopez, alcaldessa de Seattle i mare de tres fills, inclòs en Jos[4]
- Auliʻi Cravalho com a Jos Cleary-Lopez, filla de la Margot[5]
- John Leguizamo com el Dr. Rob Lopez, marit de la Margot[6][7]
- Toheeb Jimoh com a Tunde, un aspirant vídeoperiodista de Nigèria amb grans somnis[6]
- Ria Zmitrowicz com a Roxy Monke, filla il·legítima del gàngster britànic, Bernie Monke[6]
- Halle Bush com a Allie, filla adoptada d'una parella del Bible Belt[6]
- Nico Hiraga com a Ryan, amic i interès amorós de la Jos[6]
- Heather Agyepong com a Ndudi, amiga íntima d'en Tunde[6][7]
- Daniela Vega com a Sor Maria, una monja del convent de les Germanes de Crist que va acollir l'Allie[6]
- Eddie Marsan com a Bernie Monke, un temut cap del crim londinenc[8]
- Archie Rush com a Darrell Monke, fill de la Bernie[9]
- Gerrison Machado com a Matt Cleary-Lopez, fill de la Margot[9][7]
- Pietra Castro com a Izzy Cleary-Lopez, filla petita de la Margot[9][7]
- Zrinka Cvitešić com a Tatiana Moskalev, esposa del president moldau Viktor Moskalev[9]

### Recurrent
- Adina Porter com a veu al cap de l'Allie
- Josh Charles com Daniel Dandon, governador de l'estat de Washington i una "espina constant al costat" de Margot Cleary-Lopez[4]
- Rob Delaney com a Tom, presentador d'un programa de notícies de shock jock[9]
- Alice Eve com a Kristen, presentadora d'un programa de notícies de shock jock[9]
- Edwina Findley com a Helen, assessora competent i de confiança de Margot Cleary-Lopez[9]
- Jacob Fortune-Lloyd com a Ricky Monke, fill d'en Bernie[9]
- Avital Lvova com a Liat Monke, dona d'en Ricky i nora d'en Bernie[9]
- Sam Buchanan com a Terry Monke, fill d'en Bernie[9]
- Juliet Cowan com a Barbara Monke, dona d'en Bernie[9]
- Simbi Ajikawo com a Adunola, xicota intermitent d'en Tunde[9]
- Ana Ularu com a Zoia, germana de la Tatiana[10]

## Episodis
| Núm. | Títol                                 | Direcció                        | Guió                                               | Data d'estrena original |
| ---- | ------------------------------------- | ------------------------------- | -------------------------------------------------- | ----------------------- |
| 1    | «Un futur millor és a les teves mans» | Logan Kibens                    | Naomi Alderman                                     | 31 de març de 2023      |
| 2    | «El món crema»                        | Ugla Hauksdóttir i Lisa Gunning | Claire Wilson i Sarah Quintrell                    | 31 de març de 2023      |
| 3    | «Un nou òrgan»                        | Ugla Hauksdóttir                | Raelle Tucker i Sue Chung                          | 31 de març de 2023      |
| 4    | «El dia de les noies»                 | Shannon Murphy i Lisa Gunning   | Sarah Quintrell                                    | 7 d'abril de 2023       |
| 5    | «La Xucla Escarlata»                  | Ugla Hauksdóttir i Lisa Gunning | Sarah Quintrell                                    | 14 d'abril de 2023      |
| 6    | «Dits espurnejants»                   | Ugla Hauksdóttir                | Stacy Osei-Kuffour, Raelle Tucker i Brennan Peters | 20 d'abril de 2023      |
| 7    | «Bateig»                              | Shannon Murphy                  | Claire Wilson & Sarah Quintrell                    | 27 d'abril de 2023      |
| 8    | «Només una noia»                      | Logan Kibens i Neasa Hardiman   | Claire Wilson                                      | 5 de maig de 2023       |
| 9    | «La forma del poder»                  | Logan Kibens, Neasa Hardiman    | Claire Wilson, Naomi Alderman i Brennan Peters     | 12 de maig de 2023      |